# Michel Frère
Michel Frère est un artiste peintre expressionniste matiériste « post-Cobra » né en 1961 à Bruxelles, mort le 1er juillet 1999 à Morlanwelz (Belgique).

## Biographie

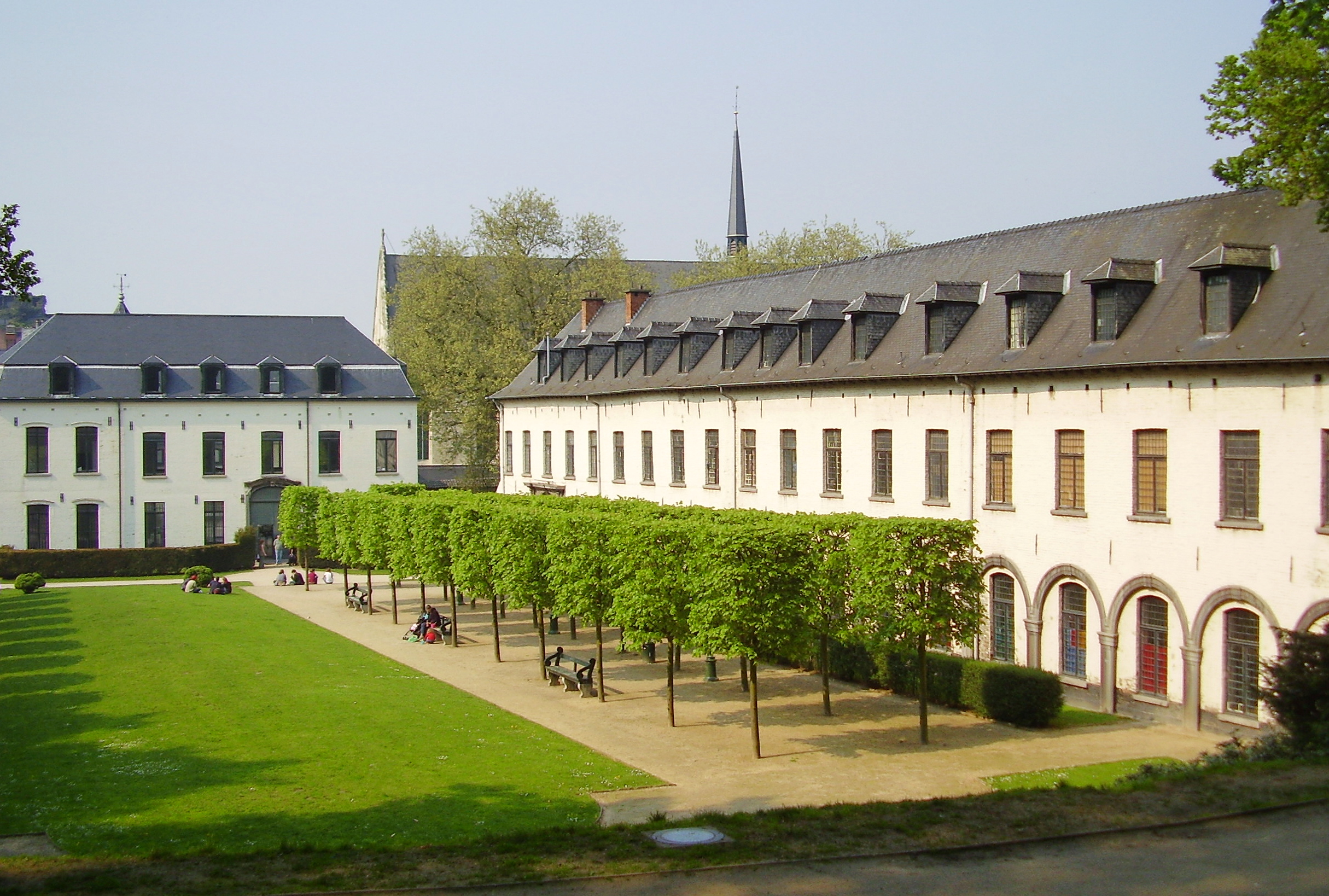
École nationale des arts visuels de La Cambre

Michel Frère étudie à l'École nationale des arts visuels de La Cambre, s'intéressant à la peinture, au pastel, au dessin, à la sculpture et à la photographie.
En peinture, il cite ses grandes références: il admire Nicolas Poussin, se passionne pour les paysages de Gustave Courbet, aime James Ensor mais, plus encore, se sent artistiquement étroitement lié avec la matière d'Eugène Leroy: « Si je devais être comparé à un confrère, que ce soit à Eugène Leroy, un artiste extraordinaire » dit-il.
A l'instar de ses œuvres sur papier, Michel Frère aime placer ses toiles sous vitre et s'en justifie par l'attirance à regarder celles-ci de près ainsi stimulée, par l'alliance de l'opacité et de la lumière également provoquée en même temps que l'alliance de la matière de la peinture et du reflet du spectateur qui devient ainsi partie intégrante du tableau. Et, s'il aime d'abord la simple brillance de la vitre, Michel Frère perçoit celle-ci comme une membrane qui protège l'intime de l'art de la perception qui en est proposée.
Après sa première exposition à Charleroi en 1984, il expose à Bruxelles, New-York, Paris, Amsterdam et Munich. Dans les années 1990, outre un séjour à Rome et en Toscane, il partage sa vie entre Bruxelles (où il partage un temps un atelier avec Pascal Courcelles) et New-York.
Comme s'il avait de lui-même choisi une vie fulgurante, Michel Frère, âgé de 38 ans, s'éteint le 1er juillet 1999.

## Thèmes picturaux
- La sieste, 1985.
- Italie (Montecatini Terme, Toscane...), années 1990[6].
- Barbizon, 1992[7].

## Expositions

### Expositions particulières
- Galerie Détour, Namur, 1985.
- Galerie Albert Baronian, Bruxelles, 1985, 1988, 1990, 1992, 1996, 1998.
- Galerie Albert Baronian, Knokke-le-Zoute, 1985, 1988.
- Kunst Rai 86, Amsterdam, 1986.
- Galerie-studio Massimi, Rome, 1987.
- C.I.A.P., Hasselt, 1987.
- Galerie Tanit, Münich, 1991.
- Galerie Pamela Auchincloss, New York, 1991.
- Galerie Ghislaine Hussenot, Paris, 1992.
- Gentili arte contemporanea, Florence, 1993, 1995, 1997.
- Brooke Alexander Gallery, New-York, 1993.
- Jan Turner Gallery, Los Angeles, 1993.
- Kohn Turner Gallery, Los Angeles, 1994.

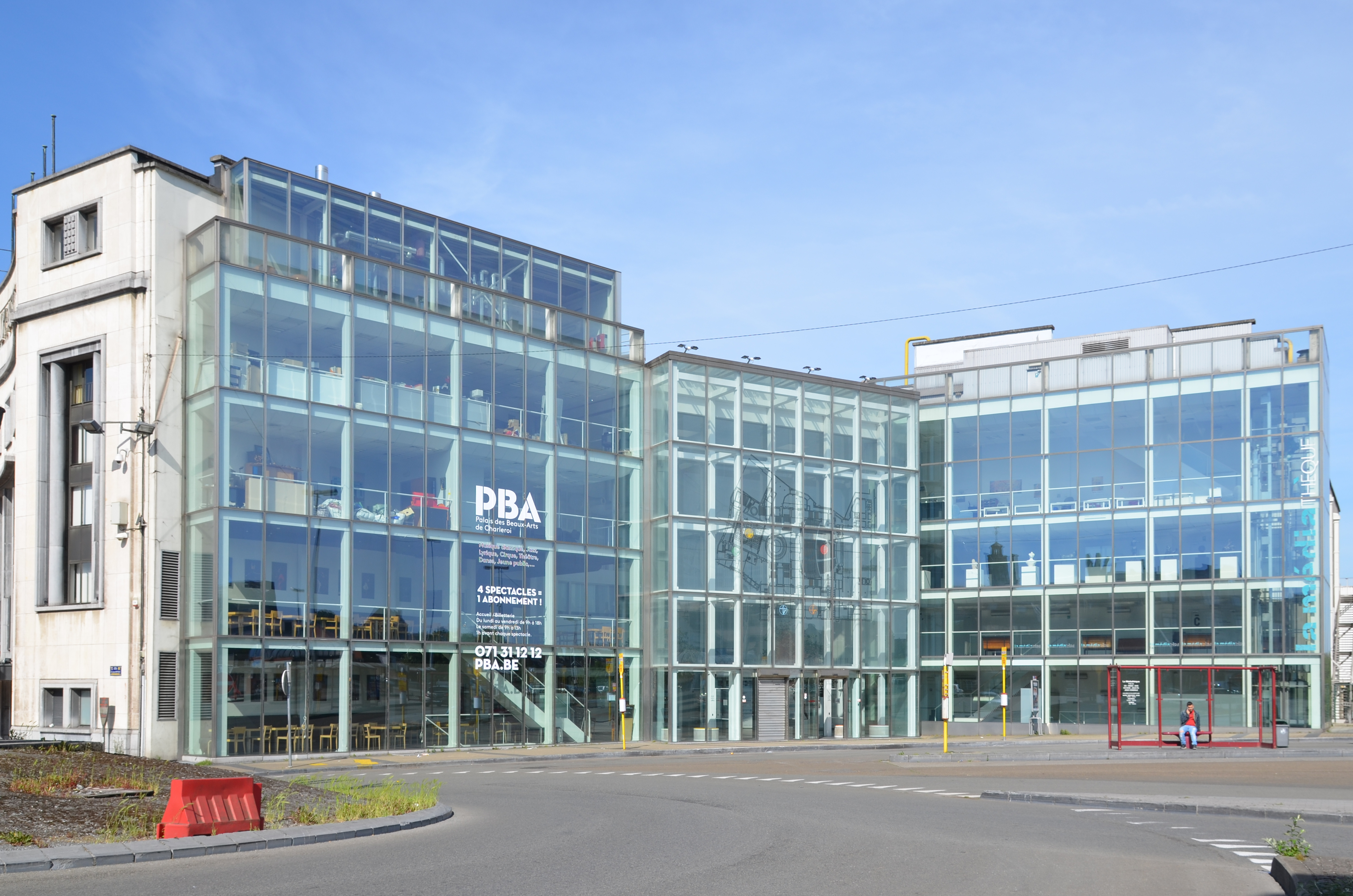
Palais des Beaux-Arts de Charleroi, 1996

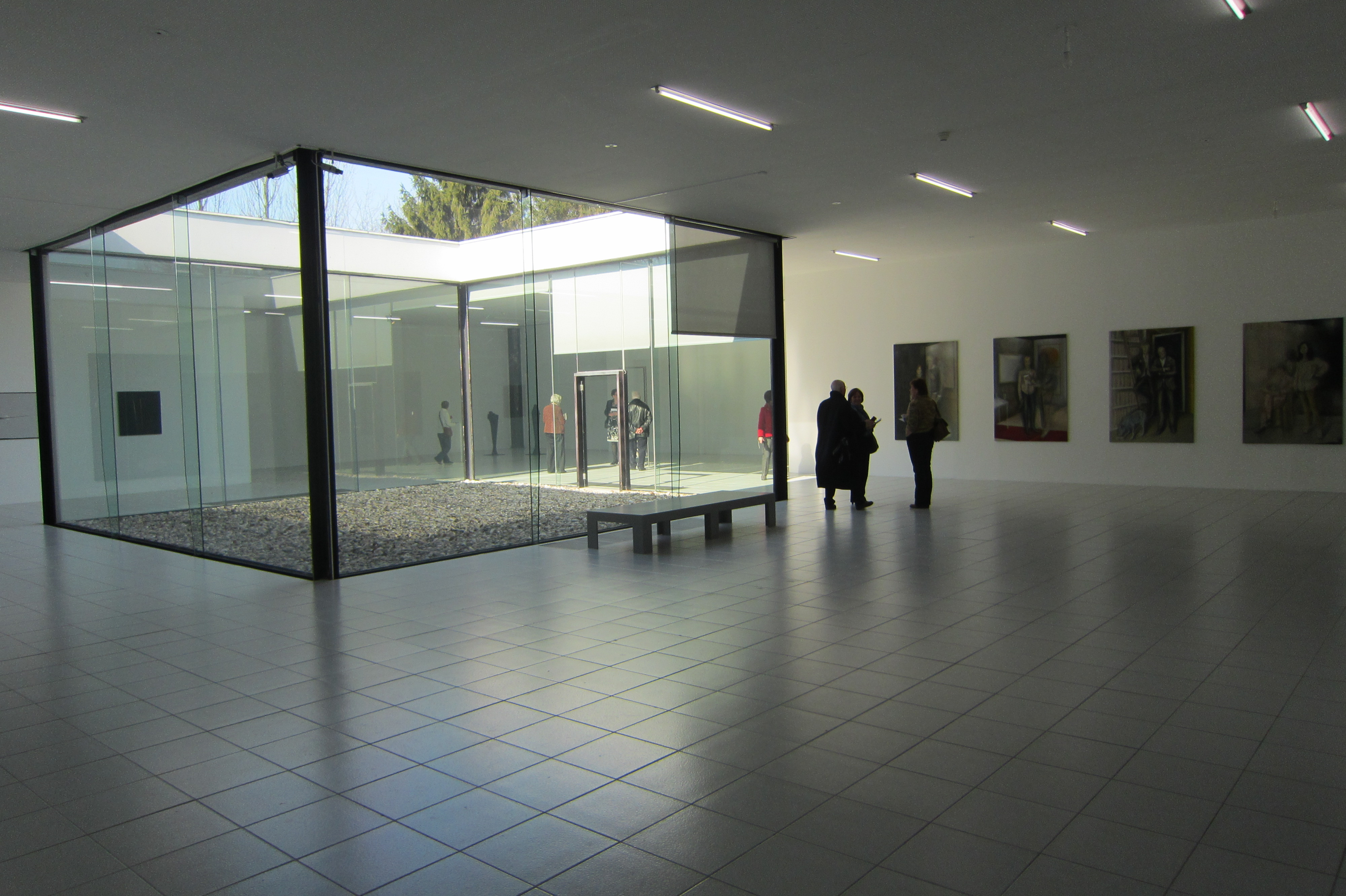
Musée Dhondt-Dhaenens, Deurle, 2011

- Galerie Jean Bernier, Athènes, 1994.
- Le paysage retrouvé, Galerie Renos Xippas, Paris, 1995.
- Rétrospective Michel Frère, Palais des Beaux-Arts de Charleroi, 1996.
- Galerie Velge et Noirhomme, Bruxelles, 1996.
- Sidney Janis Gallery, New-York, 1996.
- Michel Frère, œuvres sur papier, Galerie Vidal-Saint-Phalle, Paris, 1999.
- Galerie Durand-Dessert, Paris, 2000.
- Michel Frère, peintures et sculptures 1985-1999, Galerie Baronian-Francey, Bruxelles, septembre-novembre 2002[8],[9].
- Looking at painting, Galerie Tanit, Munich, 2002.
- L'herbier et le nuage, MAC's Grand-Hornu, Hornu, septembre 2002-janvier 2003[9].
- Galleria Gentili, Montecatini, 2005.
- Musée Dhondt-Dhaenens, Deurle, janvier-mars 2011[3],[10].
- Michel Frère, tableaux d'Italie, Galerie Baronian, Bruxelles, janvier-mars 2015[11],[12],[13].

### Expositions collectives

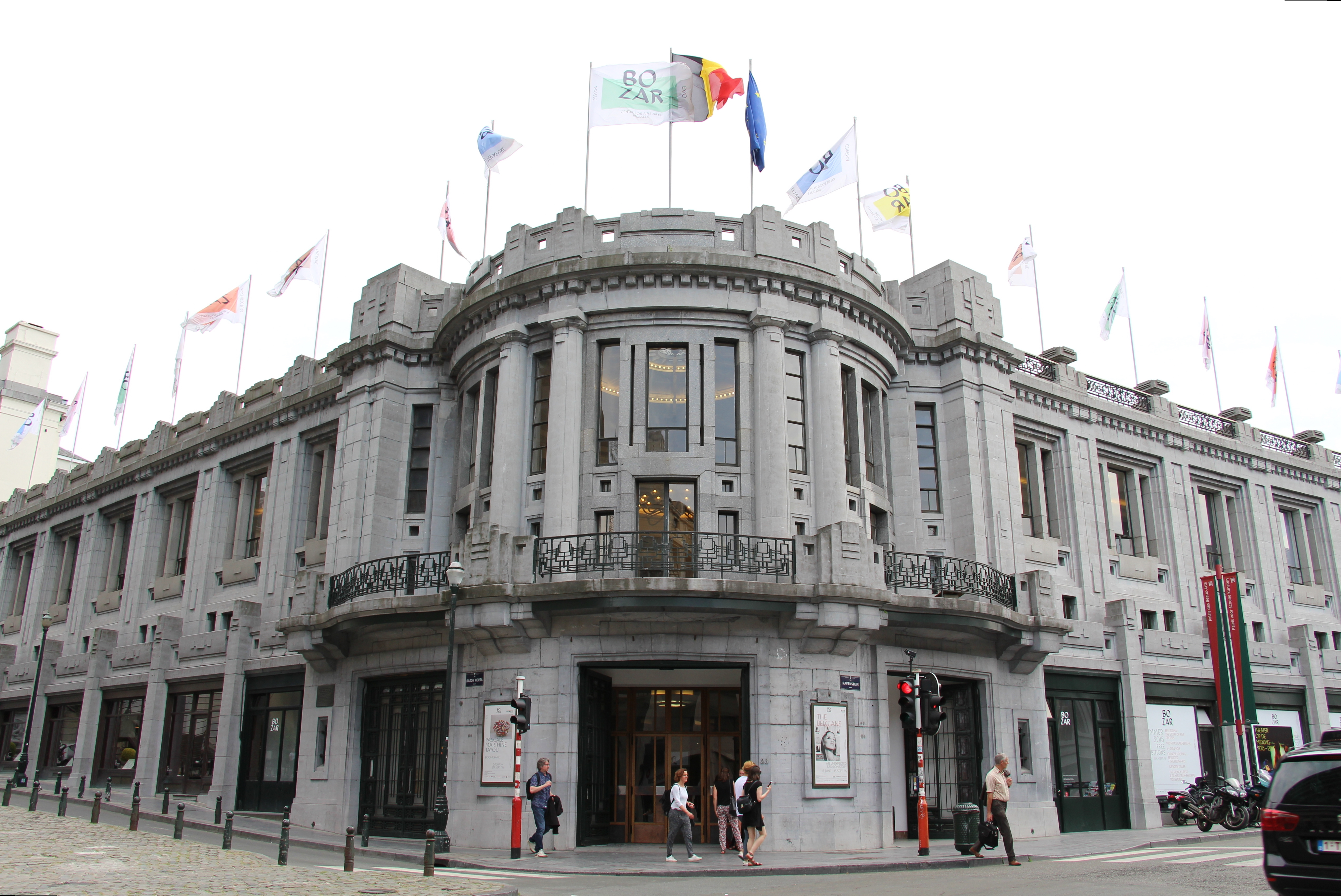
Palais des Beaux-Arts, Bruxelles, 1985, 1986

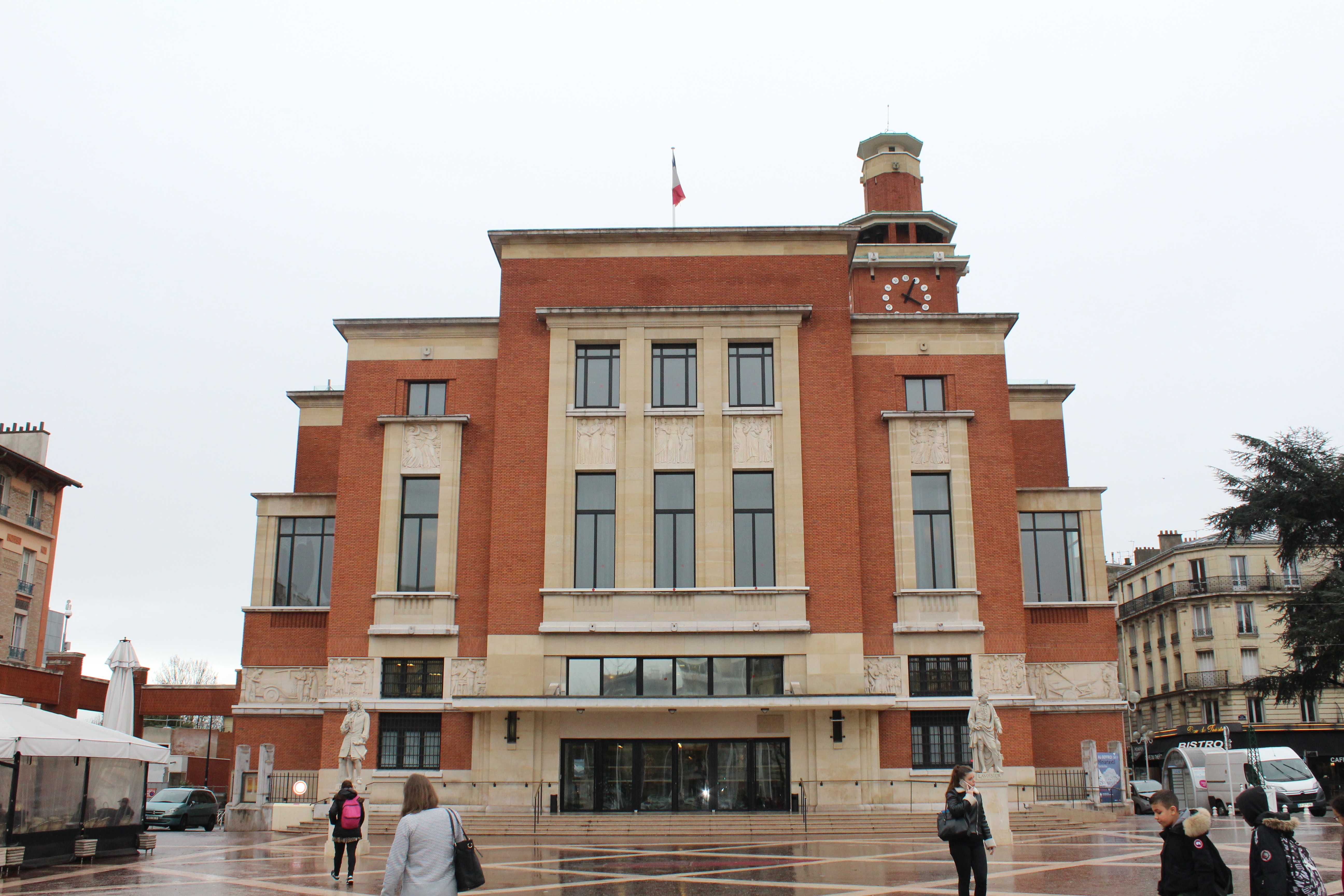
Beffroi de Montrouge, 1988

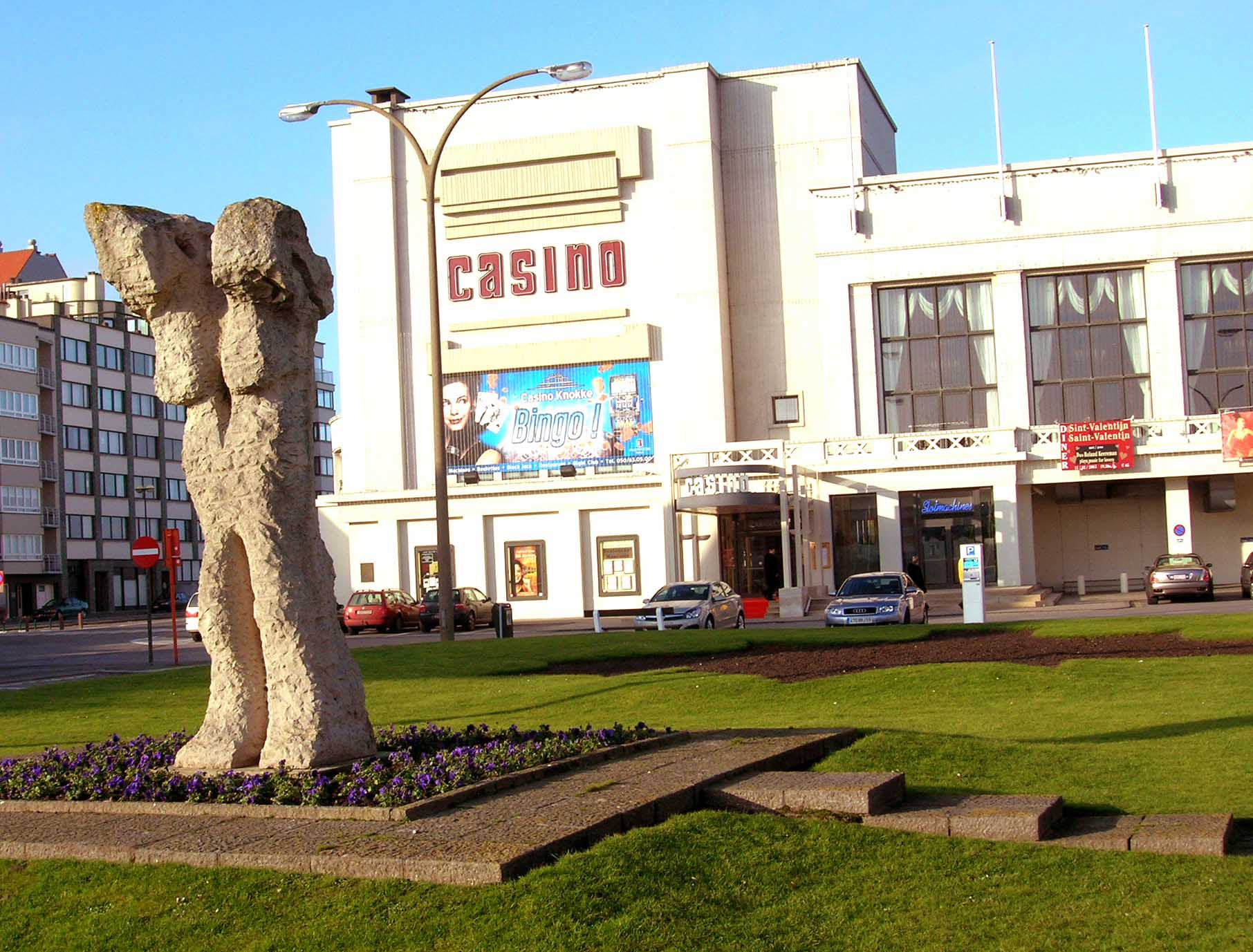
Casino de Knokke-le-Zoute, 1988, 1989, 1995

- Puzzle, Palais des beaux-arts de Charleroi, 1984.
- Art belge 85, Palais des congrès de Bruxelles, 1985.
- Jeune peinture belge, Palais des Beaux-Arts de Bruxelles, 1985.
- Au cœur du Maelstrom, Palais des Beaux-Arts de Bruxelles, 1986.
- Sans Analogie II, Galerie Albert Baronian, 1986.
- ICC (Internationaal Cultureel Centrum), Anvers, 1988.
- Salon d'art contemporain de Montrouge, beffroi de Montrouge, 1988.
- Neuvième Confrontation, Cogeime Art Moderne, Casino de Knokke-le-Zoute, 1988.
- Zapper!, BAM Mons, 1988.
- Dixième Confrontation, Galerie Albert Baronian, Casino de Knokke-le-Zoute, 1989.
- Portrait d'une collection d'art contemporain, Palais des beaux-arts de Charleroi, 1990.
- Invitational, Tony Shafraza Gallery, New-York, 1991.
- Visions contemporaines, Centre Albert Borschette, Bruxelles, 1993.
- Patrick Corillon, Michel François, Michel Frère, Jean-François Octave, La Serre des beaux-arts, Musée des beaux-arts de Saint-Étienne, juin 1994.
- Room with views, Galeries Albert Baronian et Patrick de Brock, Casino de Knokke-le-Zoute, 1995.
- Leonkart, cita del desiderio, Centro Sociale Leoncavallo, Milan, 1995.
- Dérivations, Musée d'art moderne et d'art contemporain de Liège, 1996.
- Evergreen, Richard Milazzo, New-York, 1998.
- Quand soufflent les vents du sud, Espace BBL et Musée de l'art wallon de Liège, 1999.
- Instrumenta imaginis, Galleria civica di arte contemporanea, San Martino, Valle Caudina (Italie), 1999.
- One painting, two sculptures and three hundred photographs, Richard Milazzo, New-York, 1999.
- Europa 2000, Galerie Bovisa, Milan, 2000.
- Les premiers et les derniers, Centre Wallonie-Bruxelles de Paris, puis C.R.A.C. de Valence (Drôme), 2000.
- Prométhée et le Golem, Salle Allende, ULB, Bruxelles, 2000.
- Abstractions - Un siècle d'art abstrait en Wallonie et à Bruxelles, Le Botanique, Bruxelles, 2003.
- L'art au futur antérieur, Liliane et Michel Durand-Dessert, l'engagement d'une galerie 1975-2004, Musée de Grenoble, 2004.
- Nothing is permanent - Albert Baronian, profrssion galeriste, La Centrale électrique (Centre européen d'art contemporain), Bruxelles, 2009.
- Tag City, Bruxelles, 2011[14].

## Réception critique
- « Il laisse des paysages abstraits monumentaux, infiniment murmurants et habités par un sentiment très actuel de l'art et du monde. » - Danièle Gillemon[5]
- « Ce Leroy du paysage abstrait œuvre dans la matérialité, la monumentalité et la modulation chromatique. » - Jean-Pierre Delarge[15]
- « Chez Frère, le sujet disparaît pratiquement sous d'épaisses couches de pigment traitées avec une grande énergie et dans lesquelles les couleurs semblent parfois faire une apparition fugace. Sa façon de peindre est fort proche de celle du peintre bien connu du Nord de la France Eugène Leroy... » - Joost de Geest[16]
- « Les œuvres peintes par Michel Frère présentent un sens de l'informel faisant écho, de façon volontaire ou non, aux performances picturales des membres de CoBrA. Ce phénomène de réception place les artistes en position de débiteurs à l'égard de leurs devanciers belges: lyrisme du geste, éloquence des couleurs, frémissement de la matière sont autant d'éléments traduisant une relecture de l'héritage des maîtres du genre. » - Denis Laoureux[2]
- « L'un des événements de février 2015 à Bruxelles est sans conteste le retour à la Galerie Albert Baronian des peintures réalisées à Rome, il y a vingt ans déjà, par Michel Frère. Cinq grands formats de peintures "abstraites"[Note 2] à la pâte sombre et lourde et trois sculptures composent un ensemble qui n'a rien perdu de son actualité et qui s'impose par sa puissance picturale et son travail sur la matière. » - Bernard Marcelis[17]
- « Caractérisée par des sédimentations, des superpositions de couches de peinture, le travail de Michel Frère vise l'alliance de l'opacité et de la lumière. Son œuvre transforme la réalité, balayant par la matière les éléments figuratifs. C'est une impression de massivité monochrome qui émane de ses peintures et sculptures, pétries et toujours matiéristes. Sa peinture ne s'inscrit ni dans une tendance ni dans une mode. Elle transcende son temps tout en y étant ancrée, elle questionne l'histoire de la peinture. » - Albert Baronian
- « De ces textures épaisses, mouvantes, sans commencement ni fin, la nature semble surgir pour y mourir. Elles constituent, au point de rencontre de la physique et de la métaphysique, de la science et de l'imaginaire, une synthèse et un dépassement de la peinture moderne. » - Danièle Gillemon[12]

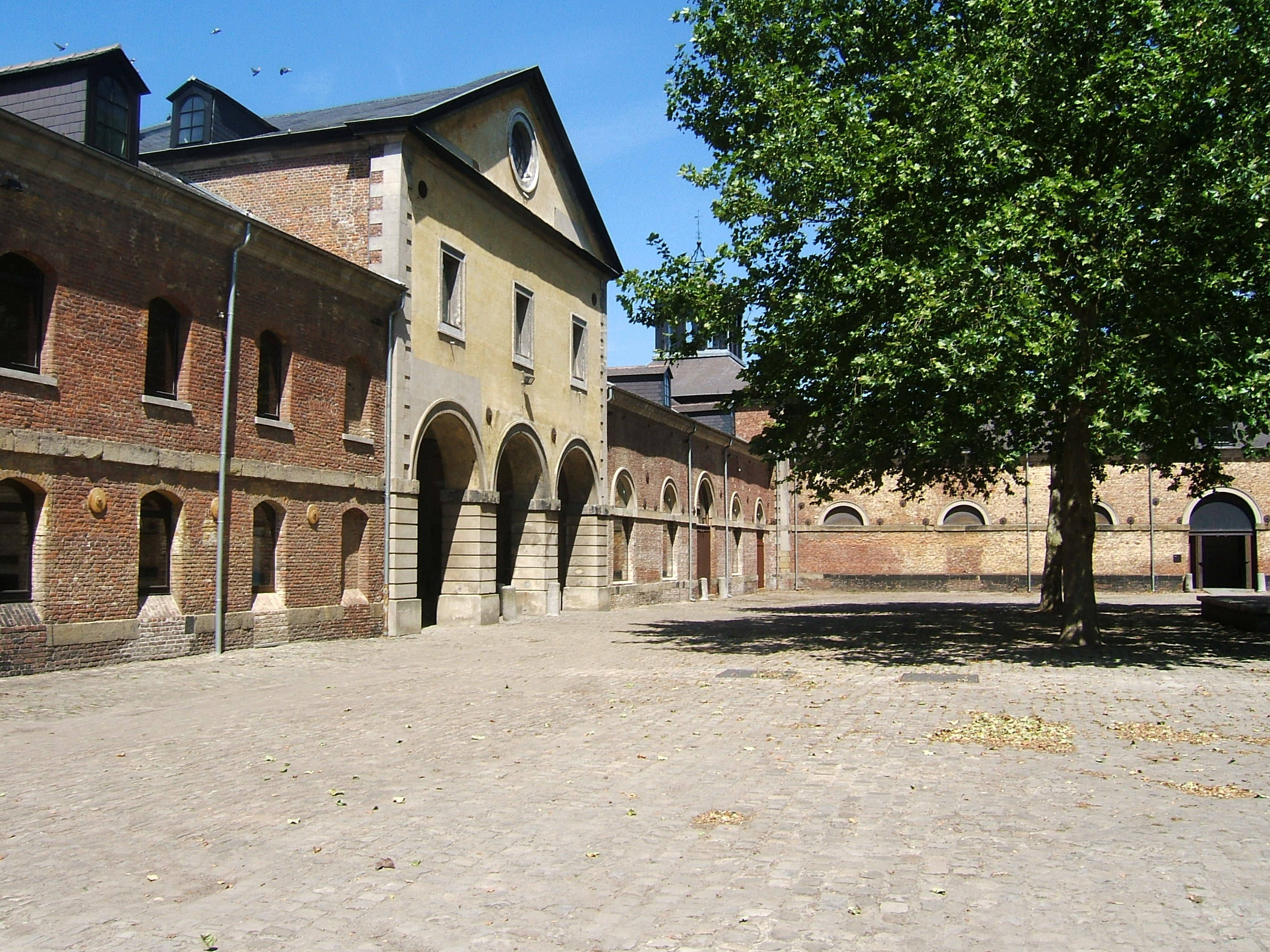
MAC's, Grand-Hornu

## Collections publiques
- BAM - Musée des beaux-arts de Mons.
- MAC's - Musée des Arts contemporains de la Fédération Wallonie-Bruxelles, Grand-Hornu, Barbizon n°5, huile sur toile 180x200cm, 1992[18]..
- BPS22 - Musée d'art de la Province du Hainaut, Charleroi[19].

## Collections privées
- Thomas Neirynck (1924-2010)[20].
- Bruno Moulinasse, Bruxelles[21].